# Comité de Defensa de los Obreros
Comité de Defensa de los Obreros (polaco: Komitet Obrony Robotników, KOR) - una organización de la oposición democrática en República Popular de Polonia. 

## Historia
Fundada después las manifestaciones de los obreros en junio de 1976 en Radom, Ursus y Płock.
Los primeros miembros:
- Jerzy Andrzejewski.
- Stanisław Barańczak.
- Ludwik Cohn.
- Jacek Kuroń.
- Edward Lipiński.
- Jan Józef Lipski.
- Antoni Macierewicz.
- Piotr Naimski.
- Antoni Pajdak.
- Józef Rybicki.
- Aniela Steinsbergowa.
- Adam Szczypiorski.
- Sacerdote Jan Zieja.
- Wojciech Ziembiński.